# Ladbrokes

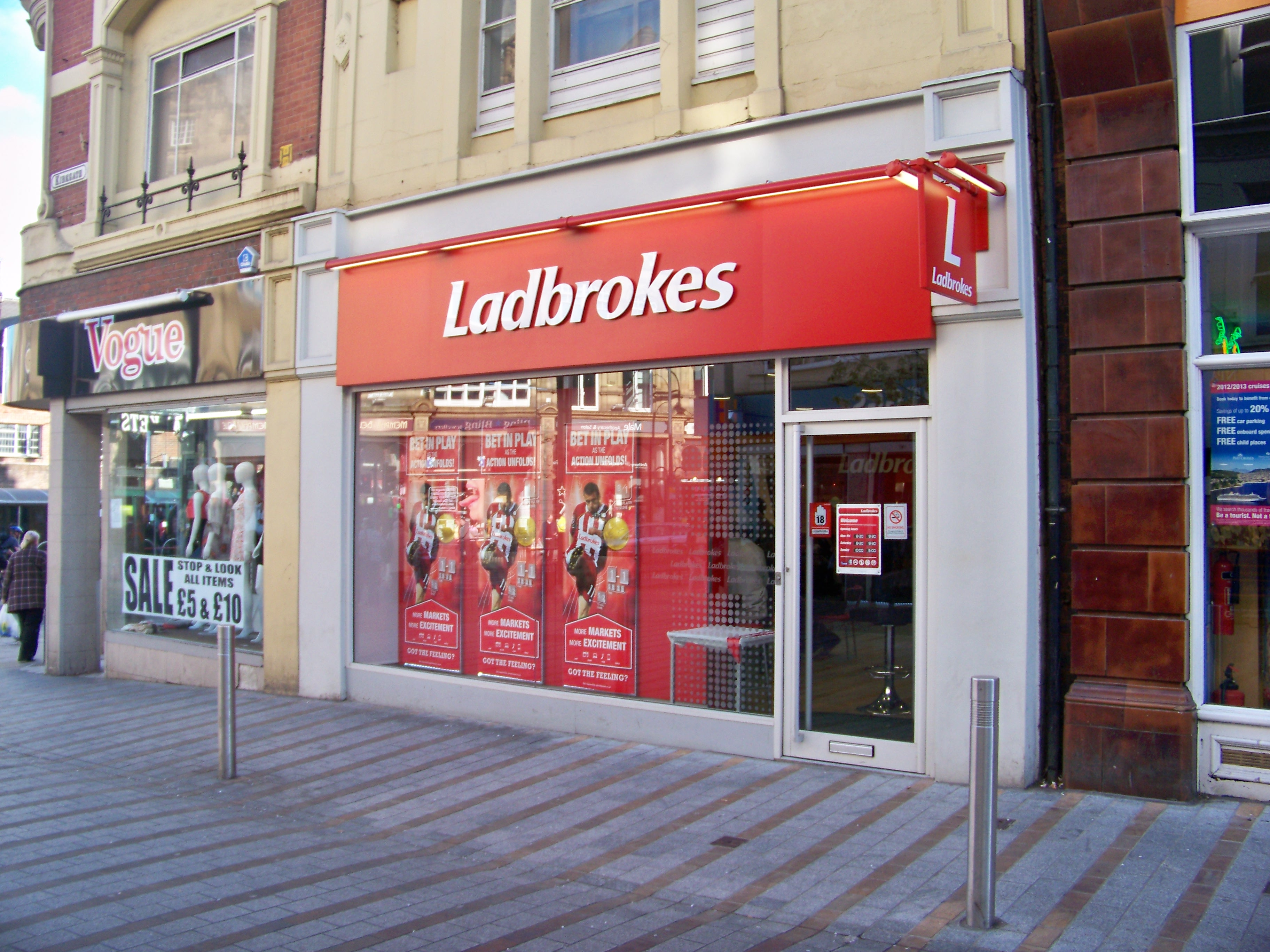
Ladbrokes, Leeds, West Yorkshire.

Ladbrokes Coral Plc est une société de paris britannique, située Rayners Lane, à Harrow, près de Londres. 
Jusqu'au 23 février 2006, Ladbrokes possédait une compagnie immobilière de premier plan, qui incluait la branche des Hôtels Hilton hors des États-Unis. Du 14 mai 1999 au 23 février 2006, cette société était connue sous le nom de Hilton Group plc. 
Elle est la plus grande société de paris en Grande-Bretagne voire du monde[réf. souhaitée] ; Ladbrokes possède plus de 2 200 boutiques de paris réparties entre la Grande-Bretagne, l'Irlande et la Belgique. Elle possède également plusieurs sites Web de paris en ligne, sur le sport, le poker en ligne ainsi que des sites de casino en ligne.  
Ladbrokes possède également Vernons. Fondée en 1925, cette société se concentrait sur les rencontres de football, jusqu'à l'intervention de la Loterie Nationale Britannique (National Lottery). 
Au 31 décembre 2005, le chiffre d'affaires du Groupe Hilton, avec celui des hôtels qui ont été vendus, s'élevait à 13 354,4 millions de livres. Le bénéfice pour l'année se montait à 351,8 millions de livres et, sans les hôtels, à 190,7 millions.
Le titre était coté en bourse de Londres sous le code LAD. Le titre a été retiré fin 2017 à la suite de l'OPA de GVC Holding.
Elle faisait partie de l'Index FTSE 250 rétrogradée de l'index élite FTSE 100 en juin 2006[réf. non conforme].

## Histoire
Ladbrokes est entrée à la Bourse de Londres (London Stock Exchange) en 1967, avec un capital initial d'un tout petit peu moins de 1 million de livres sterling.
Les principaux fondateurs de Ladbrokes PLC furent Cyril Stein (en) et son oncle Max Parker. En mai 1961, le Gouvernement britannique a légalisé les boutiques de paris (Betting and Gaming Act, Loi Jeux et Paris). Pendant les huit années qui suivirent, 35 boutiques ouvraient par semaine en Grande-Bretagne, jusqu'à ce que le nombre de 14 000 fut atteint. Stein a acheté la première boutique Ladbrokes un an après. Alors que des restrictions draconiennes étaient appliquées aux boutiques, il utilisa les profits provenant du domaine traditionnel de ce commerce pour s'agrandir rapidement. Afin d'encourager les boursicoteurs qui n'étaient pas intéressés par les courses de chevaux, il introduisit les paris sur les rencontres de football et une guerre des prix se déclencha rapidement.
Le dernier samedi de 1963, les résultats du football coûtèrent plus d'1 million de livres à la société. La même année, Ladbrokes fut la première compagnie à ouvrir des paris sur une élection politique (les élections à la tête du Parti Conservateur) et fit alors un profit de 1 400 livres. Trois ans après, la société gagna 1,6 million de livres lors des élections générales - plus que lors du Grand Prix de Derby de cette année-là. En 1967, Stein devint le PDG de Ladbrokes et introduisit la compagnie à la Bourse de Londres (London Stock Exchange, LSE). Elle avait cinq bureaux de crédit, 109 boutiques et un capital d'un tout petit peu moins d'1 million de livres sterling. Deux ans après, la 400e boutique de paris était ouverte, et elle possédait 300 credit office telephones. Elle allait devenir la plus grande société de paris au monde. 
En 1987, Ladbroke Group plc acquiert Hilton Group. Hilton Group et Hilton Hotels Corporation avaient un accord pour l'utilisation de la marque Hilton. Elles avaient également d'autres accords comme pour l'utilisation commune de la marque Conrad Hilton. En 1995, le groupe vend ses activités de chaîne de bricolage au Texas (en) à Sainsbury qui fusionne ces activités avec Homebase (en). À la suite de cela le 14 mai 1999, Ladbroke change son nom en Hilton Group plc. Ce groupe fut alors un des plus grands opérateurs hôteliers au monde. 
En décembre 2005, Hilton Group annonce la vente de ses activités hôtelières à Hilton Hotels Corporation pour 3,3 milliards de dollars, pour se concentrer sur son activité de pari, en réadoptant le nom de Ladbrokes. Ladbrokes a récemment[Quand ?] créé un partenariat avec le Gouvernement chinois afin d'offrir les premières boutiques de paris en Chine, associées à la Loterie d'État. 
En juillet 2015, Ladbrokes annonce sa fusion avec Gala Coral (en). Les actionnaires de Ladbrokes reçoivent 51,75 % du nouvel ensemble, quand ceux de Gala Coral reçoivent le restant. Ce nouvel ensemble prend le nom Ladbrokes Coral, et sera constitué de près de 4 000 points de vente. En novembre 2016, la fusion entre Ladbrokes et Gala Coral a enfin été finalisée, car la Competition and Markets Authority (CMA) a donné son approbation.
En décembre 2017, GVC Holdings lance une offre d'acquisition sur Ladbrokes Cora pour 5,2 milliards de dollars, donnant aux actionnaires de ce dernier 46,5 % du capital du nouvel ensemble constitué.